# Grammaire allemande
La grammaire allemande est l'étude de la morphologie et de la syntaxe de la langue allemande.

## Orthographe
L'orthographe allemande possède les particularités suivantes :
- les noms communs comme les noms propres commencent par une majuscule, alors que seuls les noms propres et les gentilés ont cette particularité en français.

On écrit par exemple der Tisch (« la table ») ou die Dame (« la dame »).
- Les propositions subordonnées sont obligatoirement précédées d'une virgule. On écrit par exemple : Ich habe meinem Sohn zehn Euro gegeben, weil er sehr brav gewesen ist. (« J'ai donné 10 euros à mon fils parce qu'il a été très sage. ») avec une virgule avant la proposition conjonctive qui commence par la conjonction de subordination weil (« parce que »).

## Les parties du discours
Par parties du discours, on entend l'ensemble des classes de mot qui composent une langue.

### L'adverbe
En allemand, la plupart des adjectifs peuvent être utilisés comme adverbes ; ils sont alors invariables en genre et en nombre, mais peuvent, suivant les cas, prendre une forme comparative ou superlative.
Il existe aussi des « vrais » adverbes, non dérivés des adjectifs, ainsi que des locutions adverbiales. Ces adverbes n’ont en général pas de forme comparative ou superlative, à quelques exceptions près.

#### Adverbes gradables
Le tableau ci-dessous donne quelques adverbes gradables. Ceux-ci prennent parfois des formes irrégulières au comparatif ou superlatif, non dérivées du positif, indiquées en italique.
| Allemand | Allemand   | Allemand      | Français   | Français        | Français           |
| -------- | ---------- | ------------- | ---------- | --------------- | ------------------ |
| Positif  | Comparatif | Superlatif    | Positif    | Comparatif      | Superlatif         |
| bald     | eher       | am ehesten    | bientôt    | plus tôt        | le / au plus tôt   |
| gern     | lieber     | am liebsten   | volontiers | plus volontiers | le plus volontiers |
| gut      | besser     | am besten     | bien       | mieux           | le / au mieux      |
| oft      | öfter      | am öftesten   | souvent    | plus souvent    | le plus souvent    |
| oft      | häufiger   | am häufigsten | souvent    | plus souvent    | le plus souvent    |
| sehr     | mehr       | am meisten    | très       | plus            | le plus            |
| viel     | mehr       | am meisten    | beaucoup   | plus            | le plus            |
| wenig    | weniger    | am wenigsten  | peu        | moins           | le moins           |
| wohl     | wohler     | am wohlsten   | bien       | mieux           | le / au mieux      |
| wohl     | besser     | am besten     | bien       | mieux           | le / au mieux      |

### Les prépositions

#### Prépositions se déclinant
Il s'agit du complément du nom qui est rendu par le génitif.
♂des / ♀der / des, et der au pluriel, par exemple : 
- Eine Karte des Mondes (masculin), « une carte de la lune »
- Eine Karte der Erde (féminin), « une carte du monde »
- Eine Karte des Landes (neutre), « une carte du pays »
- Eine Karte der Sterne (pluriel), « une carte des étoiles »

#### Prépositions suivies de l'accusatif
- betreffend (concernant)
- bis (jusqu'à)
- durch (à travers, par)
- für (pour)
- gegen (contre)
- ohne (sans)
- um (autour)
- wider (contre)

#### Prépositions suivies du datif
- aus (depuis provenance, à partir de composition)
- bei (chez)
- entgegen (à l'encontre de, contrairement à)
- entsprechend (conformément à, selon)
- fern (loin de)
- gegenüber (vis-à-vis de) p.ex. mir gegenüber
- gemäß (conformément à)
- mit / mitsamt
- nach
- nahe
- samt (avec)
- seit
- von (de = venant de, appartenant à)
- zu (vers, chez)

#### Prépositions suivies du génitif
- anstatt ou statt (au lieu de)
- angesichts (face à)
- anläßlich (à l'occasion de)
- aufgrund (en raison de)
- außerhalb (à l'extérieur de)
- binnen (dans le délai de)
- entlang (le long de)
- diesseits (de ce côté-ci de)
- jenseits (de l'autre côté de, au-delà de)
- infolge (à la suite de)
- inmitten (au milieu de)
- innerhalb (à l'intérieur de)
- längs (le long de)
- laut (aux termes de, selon)
- mittels(t) (au moyen de)
- oberhalb (dans la partie supérieure de, dans le haut de)
- trotz (malgré)
- unfern ou unweit (non loin de)
- unterhalb (dans la partie inférieure de, dans le bas de)
- während (alors que, pendant)
- wegen (à cause de)

#### Prépositions mixtes
Ces prépositions sont suivies par le datif si elles sont locatives, et par l'accusatif si elles sont directives. C'est le verbe qui indique quel cas utiliser : si le verbe marque un déplacement il faudra un accusatif (= « directif ») si le verbe marque un état, une permanence, ce sera un « locatif » qui régie le datif.
- ab
- an (contre = contact)
- auf (sur)
- außer (sauf, à part)
- hinter (derrière)
- in (dans)
- neben (à côté de)
- über (au-dessus de = pas de contact / en passant par)
- unter (sous, en dessous de)
- vor (devant, avant)
- zwischen (entre)

### Les conjonctions

#### Les conjonctions de subordination

##### Conjonctions complétives
- dass (que) :
  - Arnold sagt, dass er zu viel Arbeit hat. « Arnold dit qu’il a trop de travail. »
  - Dass peut-être sous-entendu après les verbes d’opinion à la forme affirmative : sagen, denken, meinen, glauben, erzählen, hoffen, etc.
  - Arnold sagt, er hat zu viel Arbeit.
- ob (si) :
  - Er möchte wissen, ob Astrid in die Disco geht.  « Il voudrait savoir si Astrid va à la discothèque. »
  - Ob introduit une interrogation indirecte.

##### Conjonctions causales
- weil (parce que) : 
  - Er kauft keinen Computer, weil er kein Geld hat. « Il n’achète pas d'ordinateur parce qu’il n’a pas d’argent. »
- da (puisque, comme) :
  - Da sie Ferien hat, kann sie lange schlafen.  « Puisque / Comme elle est en vacances, elle peut faire la grasse matinée. »

##### Conjonction hypothétique
- wenn (si) + indicatif = condition réalisable
  - Wenn du willst, kann ich dich begleiten. « Si tu veux, je peux t’accompagner. »
- wenn (si) + subjonctif II = condition irréalisable
  - Wenn ich Zeit hätte, könnte ich dich begleiten.  « Si j’avais le temps, je pourrais t’accompagner. »

##### Conjonction consécutive
- so… dass (si bien que, de sorte que)
  - Er ist so krank, dass er nicht aufstehen kann. « Il est tellement malade qu’il ne peut pas se lever. »

##### Conjonction concessive
- obwohl, obgleich, obschon (bien que, quoique)
  - Mutti geht ins Büro, obwohl sie krank ist.  « Maman va travailler bien qu’elle soit malade. »
  - Obwohl est suivi de l’indicatif.
  - Obgleich et obschon ont le même sens que obwohl.
- zwar... aber (certes... mais)
  - Zwar geben die Medien ein negatives Bild von Frau, aber sie ist eine gute Schiedsrichterin. « Les médias font certes un mauvais portrait des femmes, mais elles sont de bonnes arbitres. »
  - Die Medien geben zwar ein negatives Bild von Frau, aber sie ist eine gute Schiedsrichterin.
- jedoch/dennoch (pourtant)
  - Die Medien geben ein negatives Bild von Frau, jedoch ist sie eine gute Schiedsrichterin. « Les médias font un mauvais portrait des femmes, mais elles sont pourtant de bonnes arbitres. »
- trotz (malgré) + Génitif + GN
  - Trotz der schlechten Bemerkungen der Medien ist sie immer mutig. « Malgré les mauvaises remarques des médias, elle est toujours courageuse. »

##### Conjonction finale
- damit (pour que)
  - Sprich lauter, damit Opa dich hört. « Parle plus fort pour que grand-père t’entende. »
  - Damit est toujours suivi de l’indicatif.
- um … zu (pour + infinitif)

##### Conjonctions temporelles
- wenn (quand, lorsque) : fait présent, futur ou répété dans le passé
  - Wenn er in die Stadt geht, isst er in der Pizzeria. « Quand il va en ville, il mange à la pizzeria. »
- als (quand, lorsque) : fait unique dans le passé
  - Als wir in Frankfurt ankamen, regnete es. « Quand nous sommes arrivés à Francfort, il pleuvait. »
- bevor, ehe (avant de) :
  - Bevor er weggeht, schliesst er die Tür. « Avant de partir, il ferme la porte. »
  - Bevor est toujours suivi d’un sujet + verbe conjugué.
- nachdem (après que) :
  - Nachdem sie gefrühstückt hat, geht sie weg. « Après avoir pris son déjeuner, elle s’en va. »
  - Le verbe de la subordonnée doit marquer l’antériorité par rapport au verbe de la principale.

| principale | subordonnée      |
| ---------- | ---------------- |
| présent    | parfait          |
| parfait    | plus-que-parfait |

- während (pendant que) :
  - Während Katrin arbeitet, sieht ihr Vater fern. « Pendant que Katrin travaille, son père regarde la télévision. »
- seit, seitdem (depuis que) :
  - Seitdem er in Deutschland wohnt, spricht er sehr gut Deutsch. « Depuis qu’il habite en Allemagne, il parle très bien allemand. »
- bis (jusqu’à ce que) :
  - Bleib hier, bis wir zurück sind. « Reste ici jusqu’à ce que nous soyons de retour. »
- sobald (dès que) :
  - Ich rufe dich an, sobald ich ankomme. « Je t’appelle dès que j’arrive. »
- solange (tant que, aussi longtemps que) :
  - Sie arbeitet nicht, solange ihr Sohn krank ist. « Elle ne travaille pas tant que son fils est malade. »

#### Les conjonctions de coordination
- aber : mais
  - Felix ist da, aber er will nicht mit mir reden. « Félix est là, mais il ne veut pas parler avec moi. »
- oder : ou
  - Willst du Tee oder Wasser? « Tu veux du thé ou de l'eau ? »
- und : et
  - Ich war im Urlaub, und es war toll! « J'étais en vacances, et c'était génial ! »
- denn : car
  - Ich muss jetzt auflegen, denn ich habe noch viel zu tun. « Je dois raccrocher maintenant, car j'ai encore beaucoup à faire. »

##### Les conjonctions copulatives
- und (et)
  - Ich bin stolz und mutig. « Je suis fier / fière et courageux / courageuse. »
- weder … noch (ni… ni)
  - Sie spricht weder Spanisch noch Englisch. « Elle ne parle ni l'espagnol, ni l'anglais. »
- (so)… wie ((si)… que/comme)
  - Deine Hände sind kalt wie Eis. « Tes mains sont froides comme de la glace. »
  - Deine Hände sind so kalt wie Eis.
- sowohl… als/wie (auch) (si… que)
  - Sowohl Maria als auch Nicole singen sehr gut. « Maria ainsi que Nicole chantent très bien. »
  - Er ist sowohl freundlich als auch hilfsbereit. « Il est à la fois amical et serviable. »

##### Les conjonctions disjonctives
- oder (ou)
- entweder… oder (soit… soit)
  - Europa wird entweder sozial sein oder zusammenbrechen.[1] « Soit l'Europe sera sociale, soit elle s'effondrera. »[2]

##### Les conjonctions restrictives
- aber : mais (restriction ou précision)
- sondern : mais (opposition)
  - Robert ist kein Franzose, sondern Belgier. « Robert n'est pas français, mais belge. »
- allein : mais (expression du doute, de la critique)
- nur : seulement
- (je)doch : cependant, malgré tout

##### Les conjonctions causales
- denn (car)

## Syntaxe

### Syntaxe de la proposition indépendante et principale
Selon la grammaire allemande, les mots peuvent généralement se placer à n'importe quelle place dans la phrase, souvent selon l'insistance qu'on y met ; cependant, quelques règles sont à respecter :
- Le verbe conjugué doit être placé en deuxième position : Peter und Martina gehen ins Kino. « Peter et Martina vont au cinéma. »
- Le sujet doit toujours être collé au verbe mais on peut dire :
  - soit Peter und Martina gehen ins Kino. « Ce sont Peter et Martina qui vont au cinéma. » = On insiste sur l'identité de ceux qui vont au cinéma.
  - soit Ins Kino gehen Peter und Martina. « C'est au cinéma que vont Peter et Martina. » = On insiste alors sur le lieu où ils se rendent.
- Tout verbe qui n'est pas conjugué (donc à l'infinitif ou au participe passé) se place en dernière position : Peter und Martina wollen ins Kino gehen. = « Peter et Martina veulent aller au cinéma. » ; Peter und Martina sind ins Kino gegangen. = « Peter et Martina sont allés au cinéma. ». On dira encore, cette fois avec le verbe müssen : Olivers Vater geht nach Berlin, seine Familie muss umziehen.

### Syntaxe de la proposition subordonnée
Le verbe conjugué est en dernière position : Ich glaube, dass ich krank bin. = « Je crois que je suis malade. »
Lorsque le verbe est conjugué à un temps composé, l'auxiliaire respecte les règles ci-dessus, mais le participe passé se place en avant-dernier lorsque la dernière place est déjà prise par un verbe respectant l'une des règles ci-dessus.
- Ich glaube, dass Peter und Martina ins Kino gehen wollen. = « Je crois que Peter et Martina veulent aller au cinéma. »
- Ich glaube, dass Peter und Martina ins Kino gegangen sind. = « Je crois que Peter et Martina sont allés au cinéma. »

Une exception à cette règle, en cas de double infinitif on écrit : Ich glaube, dass er nicht hat kommen können. = « Je crois qu'il n'a pas pu venir. » Cette forme est cependant assez rare.

### Syntaxe de la proposition interrogative
- Le verbe est généralement en première position : Hast du deine Hausaufgaben gemacht? = « As-tu fait tes devoirs ? »
- Mais si la question est introduite par un pronom interrogatif (qui, que, où...), le verbe conjugué garde sa seconde place : Wer ist der beste Spieler? = « Qui est le meilleur joueur ? »

## Morphologie
Les mots pouvant être placés à n'importe quelle place dans la phrase, ce n'est pas la position dans la proposition qui permet de distinguer les fonctions occupées par chaque mot dans la phrase. Pour déterminer cette fonction, la langue allemande utilise un système de déclinaisons. On dit que la langue allemande (comme le grec et le latin) est une langue flexionnelle.
Un cas est le nom donné à la fonction qu'occupe un mot dans une phrase. Ainsi, contrairement au latin qui en possède six, l'allemand possède quatre cas généralement présentés dans l'ordre suivant :
- Le nominatif, cas du sujet ou de son attribut ;
- L'accusatif, cas du COD (complément d'objet direct), du complément de temps et après certaines prépositions ;
- Le datif, cas du COI (complément d'objet indirect), après certaines prépositions et certains verbes ;
- Le génitif, cas du CDN (complément du nom), après certaines prépositions et quelques rares verbes.

### Morphologie de l'article

#### Déclinaison de l'article défini
| Cas       | Singulier | Singulier | Singulier | Pluriel |
| Cas       | Masculin  | Féminin   | Neutre    | Pluriel |
| --------- | --------- | --------- | --------- | ------- |
| Nominatif | der       | die       | das       | die     |
| Génitif   | des       | der       | des       | der     |
| Datif     | dem       | der       | dem       | den     |
| Accusatif | den       | die       | das       | die     |

#### Déclinaison de l'article indéfini
| Cas       | Singulier | Singulier | Singulier |
| Cas       | Masculin  | Féminin   | Neutre    |
| --------- | --------- | --------- | --------- |
| Nominatif | ein       | eine      | ein       |
| Génitif   | eines     | einer     | eines     |
| Datif     | einem     | einer     | einem     |
| Accusatif | einen     | eine      | ein       |